# Roki-tunnel

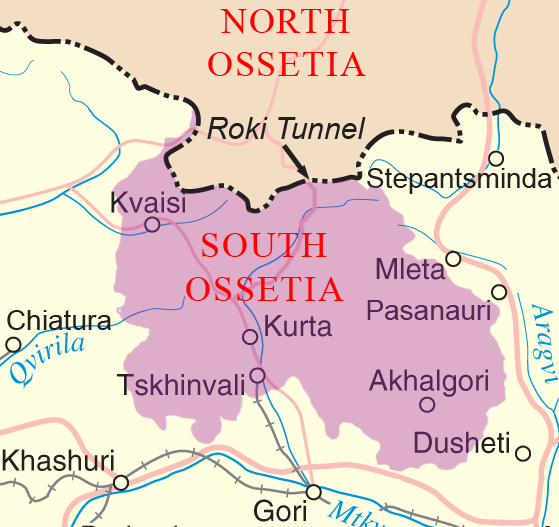
Kaart van Zuid-Ossetië met de locatie van de Roki-tunnel

De Roki-tunnel (Georgisch: როკის გვირაბი, Ossetisch: Ручъы тъунел) of Rokski-tunnel (Russisch: Рокский туннель) is een tunnel in de Transkaukasische Weg (Transkam) door de Grote Kaukasus. Het is de enige weg die Noord-Ossetië in Rusland verbindt met Zuid-Ossetië, een de facto onafhankelijke republiek op het grondgebied van Georgië. 
In 1984 werd de tunnel voltooid door de Sovjet-autoriteiten. De Georgische Sovjet-autoriteiten hadden tevergeefs geprobeerd de aanleg van de tunnel te voorkomen. Zij vreesden dat de eerste directe wegverbinding tussen de Osseetse gemeenschappen aan de noord- en zuidzijde van de Grote Kaukasus separatisme zou aanwakkeren. 
De tunnel bevindt zich op 2.000 meter hoogte en is 3.730 meter lang. De andere routes tussen Rusland en Georgië zijn de Georgische Militaire Weg (grensvergang Stepantsminda-Verchni Lars) en Gantiadi-Adler in Abchazië, die volgens Georgië net als de Roki-tunnel illegaal wordt gebruikt.
De tunnel is belangrijk geweest in het Georgisch-Ossetisch conflict, en speelde een belangrijke rol in de Russisch-Georgische Oorlog in 2008. De Zuid-Ossetische overheid in het zuiden inde douanegelden, hetgeen een van de hoofdbronnen van inkomsten was voor de zelfverklaarde republiek. De Georgische overheid heeft geëist dat de Zuid-Ossetische kant van de tunnel onder internationale controle komt, vooralsnog zonder succes.